# Anento
Anento es un municipio de España situado en la comarca natural de Campo Romanos, en la provincia de Zaragoza, comunidad autónoma de Aragón. Tiene un área de 21,59 km² con una población de 93 habitantes (INE 2021) y una densidad de 4,40 hab/km².

## Historia
En 1248, por privilegio de Jaime I, este lugar se desliga de la dependencia de Daroca, pasando a formar parte de Sesma del Campo de Gallocanta en la Comunidad de Aldeas de Daroca, que en 1838 fue disuelta.

## Demografía
Anento cuenta con una población de 112 habitantes (INE 2024).
| Gráfica de evolución demográfica de Anento entre 1842 y 2021                                                        |
| |
| Población de derecho según los censos de población del INE Población de hecho según los censos de población del INE |

## Administración y política
| Periodo   | Nombre                   | Partido | Partido                                            |
| --------- | ------------------------ | ------- | -------------------------------------------------- |
| 1979-1987 | Ángel Valenzuela Soler   |         | Candidato independiente                            |
| 1987-2027 | Enrique Cartiel Montalvo |         | Partido de los Socialistas de Aragón (PSOE-Aragón) |

| Partido político    | Partido político                                   | 2003   | 2007   | 2011   | 2015   | 2019   | 2023   |
| Partido político    | Partido político                                   | Ediles | Ediles | Ediles | Ediles | Ediles | Ediles |
|                     | Partido de los Socialistas de Aragón (PSOE-Aragón) | 5      | 5      | 5      | 4      | 2      | 3      |
|                     | Chunta Aragonesista (CHA)                          | —      | 0      | 0      | 1      | 1      | 2      |
|                     | Partido Popular de Aragón (PP)                     | 0      | 0      | 0      | 0      | 0      | 0      |
|                     | Partido Aragonés (PAR)                             | —      | 0      | 0      | 0      | —      | —      |
| Total de concejales | Total de concejales                                | 5      | 5      | 5      | 5      | 3      | 5      |

## Monumentos
- Castillo de Anento
- Iglesia de San Blas
- Torreón de San Cristóbal, torreón celtíbero que data aproximadamente del 200 a. C. situado en lo alto del Aguallueve.
- Ermita de Santa Bárbara